# 洛克鎮區 (阿肯色州克勞福德縣)
洛克鎮區（英語：Locke Township）是位於美國阿肯色州克勞福德縣的一個行政鎮區。

## 地方資料
洛克鎮區的面積為59.85平方千米，當中陸地面積為58.90平方千米，而水域面積為0.95平方千米。根據2010年美國人口普查的數據，當地共有人口285人，而人口密度為每平方千米4.76人。